# Tulostomataceae
Tulostomataceae är en familj av svampar inom ordningen skivlingar. Arter inom denna familj har en bred spridning; de är kända för att växa i de flesta klimat, men har störst mångfald i torra regioner.

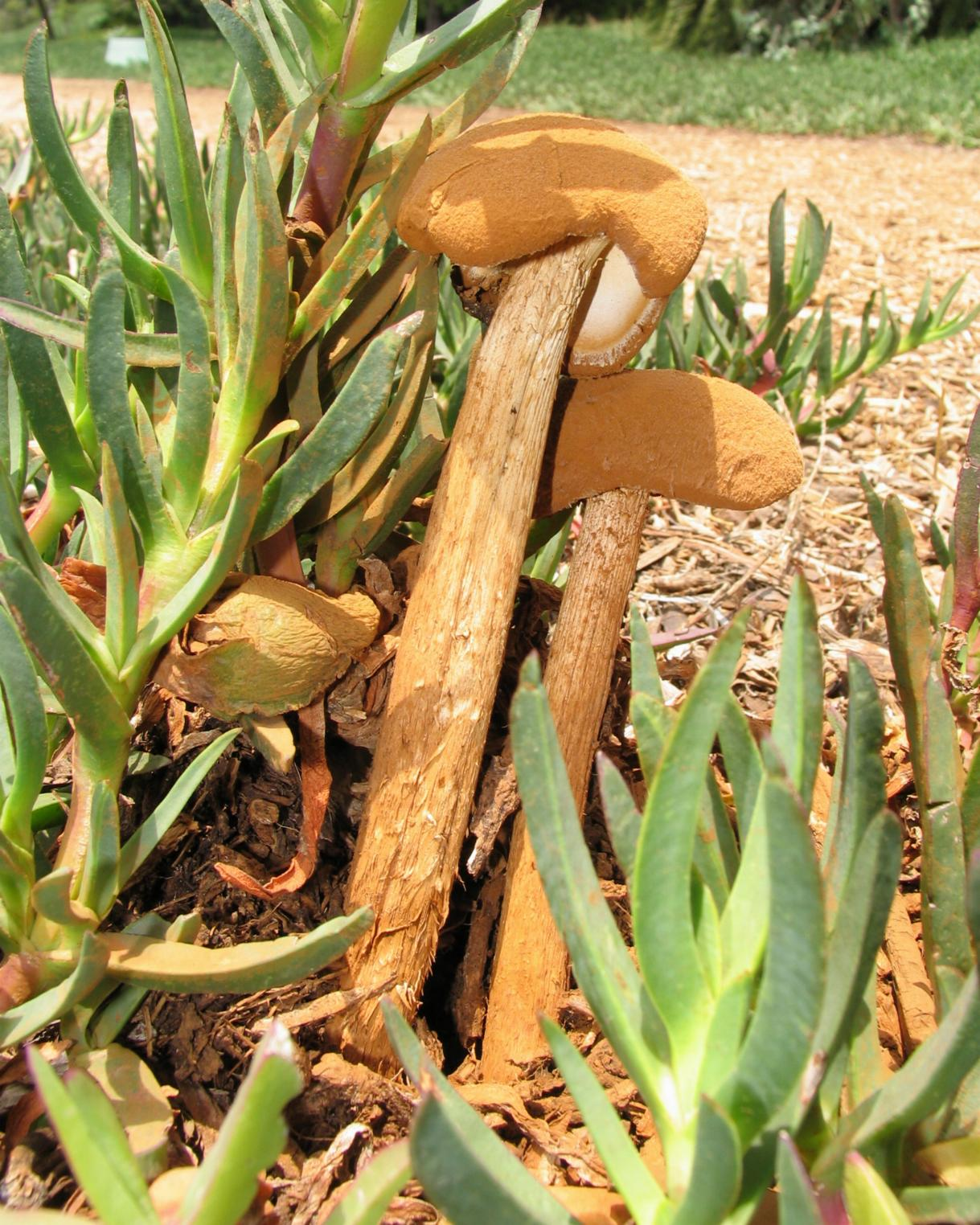
Den oätbara svamparten Battarrea phalloides.

Battarrea phalloides, en oätlig svampart, är trots sin oätbarhet en av de mest kända inom familjen.